# Motala Allmänna Idrottsförening Fotbollsklubb
Il Motala Allmänna Idrottsförening Fotbollsklubb (meglio noto come Motala AIF o semplicemente Motala) è una società calcistica svedese con sede nella città di Motala. Disputa le proprie partite casalinghe al Motala IP.

## Storia
Il club fu fondato il 29 agosto 1907, ma la sezione calcistica prese vita nel 1908.
Nel 1957, grazie alla doppia vittoria nello spareggio promozione contro l'Örgryte, la squadra poté partecipare alla Allsvenskan per la prima volta nel corso della sua storia. Lo spareggio, con i suoi 13.058 spettatori, rappresentò il record di presenze ad una partita interna. La stagione in Allsvenskan si rivelò però negativa, con un piazzamento all'ultimo posto in classifica e la conseguente retrocessione.
Nei decenni seguenti il club ha militato in serie minori, riuscendo comunque a disputare 25 campionati in seconda serie, l'ultimo dei quali nel 2001.

## Palmarès

### Competizioni nazionali
- Division 2: 5

1988, 2000, 2007, 2010, 2013